# Mina El Hammani
Mina El Hammani   (Madrid, 29 de novembre de 1993) és una actriu espanyola d'origen marroquí, coneguda principalment pel seu paper com Nadia a la sèrie de Netflix Élite, i els seus papers com Nur a El Príncipe (2014) i com Salima a Servir y proteger (2017).

## Biografia
El Hamanni va néixer a Madrid, on va ser criada pels seus pares provinents del Marroc. Va començar la seva carrera com a actriu el 2014. Les seves primeres aparicions van ser en sèries com Centro Médico, La que se avecina o El Príncipe.
El 2017 aconsegueix el seu primer personatge protagonista en la sèrie diària Servir y proteger en què va estar present en tota la primera temporada, compartint trama amb Pepa Aniorte. Després de deixar la sèrie va fitxar per Élite, la producció que l'ha portat a la popularitat després d'interpretar a Nadia Shana durant tres temporades. El 2019 va aparèixer en un capítol de Hernán.
El 2020 fitxa per El internado: Las cumbres, una nova versió de la sèrie El internado per Prime Video.

## Filmografia

### Sèrie de televisó
| Any            | Títol                     | Personatge         | Cadena      | Notes                                             |
| -------------- | ------------------------- | ------------------ | ----------- | ------------------------------------------------- |
| 2015           | Centro médico             | Amina              | La 1        | 1 episodi                                         |
| 2015-2016      | El Príncipe               | Nur                | Telecinco   | 15 episodis                                       |
| 2017           | La que se avecina         | Fátima             | Telecinco   | 1 episodi                                         |
| 2017           | The State                 | Noia de la revista | Channel 4   | 1 episodi                                         |
| 2017 - 2018    | Servir y proteger         | Salima Ben Ahmed   | La 1        | Personatge principal: 200 episodis (temporada 1)  |
| 2018 - 2021    | Élite                     | Nadia Shana        | Netflix     | Personatge principal: 27 episodis (temporada 1-4) |
| 2019           | Hernán                    | Aisha (jove)       | Prime Video | 1 episodi                                         |
| 2019 - present | El internado: Las Cumbres | Elvira             | Prime Video | Personatge principal: 8 episodis                  |
| 2021           | Élite: historias breves   | Nadia Shana        | Netflix     | Personatge principal: 3 episodis                  |